# Johann Conrad Brunner
 (janvier 2025).
Pour les articles homonymes, voir Brunner.
Johann Konrad Brunner ou Brunn von Hammerstein, né le 16 janvier 1653 à Diessenhofen près de Schaffhouse et mort le 2 octobre 1727 à Mannheim, est un médecin suisse.

## Vie et recherches
Il étudie la médecine à Schaffhouse, à Strasbourg et à Paris. À Schaffhouse, il a pour professeur Johann Jakob Wepfer qui est aussi son beau-père. À partir de 1686, il enseigne l'anatomie et la physiologie à l'université de Heidelberg.
Brunner est célèbre pour ses expériences et ses études sur le pancréas et les sécrétions organiques liées à cet organe. En 1683, il retire à un chien son pancréas et note que l'animal souffre d'une soif extrême et de polyurie. Il n'est cependant pas capable de faire le lien entre le pancréas et le diabète. Il publie ses découvertes sur l'étude du pancréas dans un traité nommé Experimenta Nova circa Pancreas. Accedit diatribe de lympha & genuino pancreatis usu.
En 1687, il décrit les glandes tubuloalvéolaires de la sous-muqueuse du duodénum, lesquelles seront plus tard nommées glandes de Brunner.
Deux pathologies sont associées aux glandes de Brunner :
- hyperplasie des glandes de Brunner ;
- adénome des glandes de Brunner.

## Travaux
- (la) Poetum monstrosum et bicipitem, Diss. med. Strassburg 1672
- (la) De glandulis in duodeno intestino detectis, Heidelberg 1687
- (la) Experimenta nova circa pancreas; accedit diatriba de lympha et genuina pancreatis usu, Amsterdam 1682, nov ed.: Leyden 1722